# 萬縣聚魚沱水上機場
萬縣聚魚沱水上機場是重慶市的一個機場，位於萬縣聚魚沱。

## 历史
建於民國21年(1932年)1月1日，萬縣闢建了陳家壩飛機場和聚魚沱水上飛機場，使萬縣成為中國航空公司漢渝航線停落站之一。美孚洋行在萬縣聚魚沱設置美孚油廠，供應船舶油料。民國23年(1934年)6月，中航的滬蜀線由上海經南京、安慶、九江、漢口、沙市、宜昌、萬縣至重慶，斷續飛行。但時隔不久航線中斷，萬縣機場廢棄。